# クリスマス粉砕デモ
クリスマス粉砕デモ（クリスマスふんさいデモ）は、日本国内で行われているデモ活動の一つ。クリスマス・イヴとクリスマスの両日はカップルがデートをする日となっていることに抗議をすることを目的に、「革命的非モテ同盟」（革非同）が呼びかけて行われている。一般的なデモ活動とは性格を異にしており、楽しげなものと捉えられている。
2007年から行われており、2013年にはイエール大学の日本研究者も参加した。この研究者はこのデモ活動を楽しく賛同できると評価した。
革非同は“菓子メーカーの陰謀”として「バレンタインデー粉砕」も呼びかけ、やはりデモ活動を行なっている。